# Aat (koningin)
Aat (Oudegyptisch: aA:t De grote vrouwe) was een oud-Egyptische koningin uit de 12e dynastie die naast Amenemhat III heerste gedurende het Middenrijk. Aat was de enige gemalin van Amenemhat III wier naam met zekerheid is geweten.
De vorige Egyptische koningin was mogelijk Neferhenut. Opvolgster van Aat als koningin was waarschijnlijk Hetepi.

## Grafvondst
Zij werd begraven in een tombe onder het piramidecomplex van Dasjoer naast een andere koningin van wie de naam verloren is geraakt. Haar grafkamer ligt onder de zuidkant van de piramide. De kist met de canopen stond in een nis boven de ingang.
Ofschoon het graf in de oudheid geroofd werd, vonden archeologen haar sarcofaag, evenals een valse deur en een offertafel samen met een aantal grafgiften, zoals zeven albasten kommen in de vorm van een eend, twee Was-scepterknoppen, juwelen, en ook een van de canopen.
Bij de grafgiften van de onbekende koningin in de aangrenzende grafkamer bevonden zich obsidiaan kommen, granieten en albasten scepterknoppen en wat juwelen, alsook stukken van een klein stenen schrijn. Aat was ongeveer 35 jaar oud toen zij stierf, de andere koningin was rond de 25. Men vond hun gebeente.

## Titels
Aat droeg de titels:
- Koninklijke vrouwe (hmt-nisw)
- Khenemetneferhedjet ("Verenigd met de witte kroon") (ẖnm.t nfr-ḥḏ.t)